# Селиванов, Владимир Иванович
Владимир Иванович Селиванов (1906—1996) — советский и российский учёный-психолог и педагог, доктор философских наук, профессор.
Автор более 130 научных трудов, более 30 его учеников защитили кандидатские диссертации.

## Биография
Родился 7 июля 1906 года в деревне Борисовская Российской империи, ныне Ленского района Архангельской области в многодетной крестьянской семье.
С 1914 по 1917 год учился в церковно-приходской школе. С 1918 по 1922 год — в Ленской семилетней школе, по окончании которой поступил в Яренский педагогический техникум, где учился с 1922 по 1924 годы (последние два курса заканчивал в Велико-Устюгском педагогическом техникуме).
Окончив обучение, с 1924 по 1927 год Владимир работал учителем в старших классах Еремеевской школы Усть-Алексеевского района Северо-Двинского округа. В 1927 году он был переведен в Северо-Кавказский край учителем начальных классов Неберджаевской школы Крымского района (ныне Краснодарский край). В 1928 году Владимир Селиванов райкомом комсомола был направлен в Москву для обучения в Академии коммунистического воспитания им. Н. К. Крупской, которую он окончил досрочно в 1931 году и был направлен на работу в Наркомпрос РСФСР инспектором школ колхозной молодежи, а затем стал старшим научным сотрудником опытной педагогической станции в Михневском районе Московской области. С сентября 1934 по август 1935 года работал завучем младших классов 1-й образцовой школы Сокольнического района города Москвы.
В июне 1935 года В. И. Селиванов поступил в аспирантуру Института психологии, по окончании которой защитил кандидатскую диссертацию на тему «Основные вопросы психологии воли». В 1953 году защитил в Институте философии Академии наук СССР докторскую диссертацию на тему «Воля и её воспитание», профессор с 1954 года.
С 1938 года и до конца жизни Владимир Иванович Селиванов работал в Рязанском государственном педагогическом институте (ныне Рязанский государственный университет имени С. А. Есенина), где с 1942 по 1949 год заведовал кафедрой педагогики и психологии, а 1949 по 1982 год — кафедрой психологии. Некоторое время являлся деканом факультета истории проректором по научной работе.
Также занимался общественной деятельностью — был членом Центрального общества психологов СССР, членом комиссии по психологии Министерства просвещения РСФСР, членом общества «Знание».
Награждён орденом Ленина и медалями, удостоен почетного звания «Заслуженный деятель науки РСФСР».
Умер 27 сентября 1996 года.